# Vadú
Vadú, de seu verdadeiro nome Osvaldo Furtado, (Praia, ilha de Santiago, 31 de janeiro de 1977 – Ponta do Sol, ilha de Santo Antão, 12 de janeiro de 2010) foi um cantor cabo-verdiano.
Sobrinho dos irmãos Zezé e Zeca di Nha Reinalda, dois grandes nomes da cena musical de Santiago, Vadú estudou em Cuba entre 1990 e 1993, onde "bebeu" a corrente musical cubana.
Estreou-se na música em 2002, com o projecto Ayan, para o qual contribuiu com três faixas, acompanhado pelos integrantes do grupo sensação de funaná, os Ferro Gaita, e gravou dois discos: Nha Raiz, em 2004, com a participação de reputados músicos de Cabo Verde, e Dixi Rubera, em 2007, onde continuou na senda dos ritmos populares e estilos do interior de Santiago — batuque, tabanca e o funaná —, com influências africanas e latinas.
Guitarrista virtuoso, atuou em festivais de música em Cabo Verde, como Gamboa e Baía das Gatas, e em diversos países, tais como Portugal e a Holanda.
Morreu aos 32 anos, vítima de um acidente de viação quando o veículo em que seguia caiu ao mar de uma ravina de mais de 50 metros. O seu corpo só foi recuperado quatro dias mais tarde.